# Niedenstein
Niedenstein település Németországban, Hessen tartományban. Lakosainak száma 5678 fő (2023. december 31.).

## Népesség
A település népességének változása:
| Lakosok száma | 5702 | 5277 | 5299 | 5457 | 5577 | 5678 |
|               | 2012 | 2017 | 2019 | 2021 | 2022 | 2023 |